# Micreremites tausigna
Micreremites tausigna är en fjärilsart som beskrevs av George Francis Hampson 1898. Micreremites tausigna ingår i släktet Micreremites och familjen nattflyn. Inga underarter finns listade i Catalogue of Life.